# 許卿燿
許卿燿是台灣流行音樂製作人，曾任華納音樂總監、大信唱片總監、環球音樂專屬詞曲作者。2020年4月29日在租屋處病逝，享年55歲。

## 作品目錄
- 1997年三立衛星電視台台歌〈讓愛無所不在〉作曲
- 2008年北京奧運火炬手主題曲《世界跟著我走》
- 曾慶瑜〈柳暗花明〉作曲
- 江蕙〈一嘴乾一杯〉
- 于冠華〈我淋過雨〉
- 郭富城〈大家都知道〉
- 吳奇隆〈哪怕天越來越黑〉
- 潘越雲〈該醒了〉
- 陳明真〈百萬個吻〉

## 外部連結
- 許卿燿的音樂故事的Facebook專頁